# Discordia (banda australiana)
Discordia fue una banda industrial de Melbourne de la mediados de los años 90. Se formó a partir de las cenizas de Soulscraper. Discordia estuvo a punto de ser la primera banda australiana en grabar con Roadrunner Records, pero la naturaleza volátil del grupo lo hizo implosionar. Discordia comenzó sus andares cuando Sade Lava conoció a James Lynch en Relic Records; el concepto original era para Sade unirse a Soulscraper como vocalista. Con el tiempo  esté creyó necesaria una dirección más pesada, así que James, Jim y Sade crearon Discordia.

## Miembros

### Originales
- Greg Trull (Dreadnaught) - vocales
- Jim Shnookal (Soulscraper) - teclados y programación
- James Lynch (Soulscraper,  Shreen, Vicious Círcle, Children of Sorrow, Good and Evil, The Prostitutes, Rope, Sweet Revenge, The Mumblers)- tambores y programación
- Sade Lava (Ran Maclurkin) (Sickman, doll juice, Mince Kitten, Spine of God) - guitarra, vocales, programación
- Fee Omens  (Mince Kitten, Spine of God) - bajos (en vivo)

### Miembros más tardíos
- Chris "Hilly" Hill (Damaged) - guitarra
- Phaedra Press (Womnal)(Rope) - bajos

## Discografía

### EP
- Living Dead (1995) - Siren Entertainment
- Gunwitch (1996) - Siren Entertainment[1]

### LP
- Living Dead (1996) - Heartland Records